# Velmistři Řádu templářů

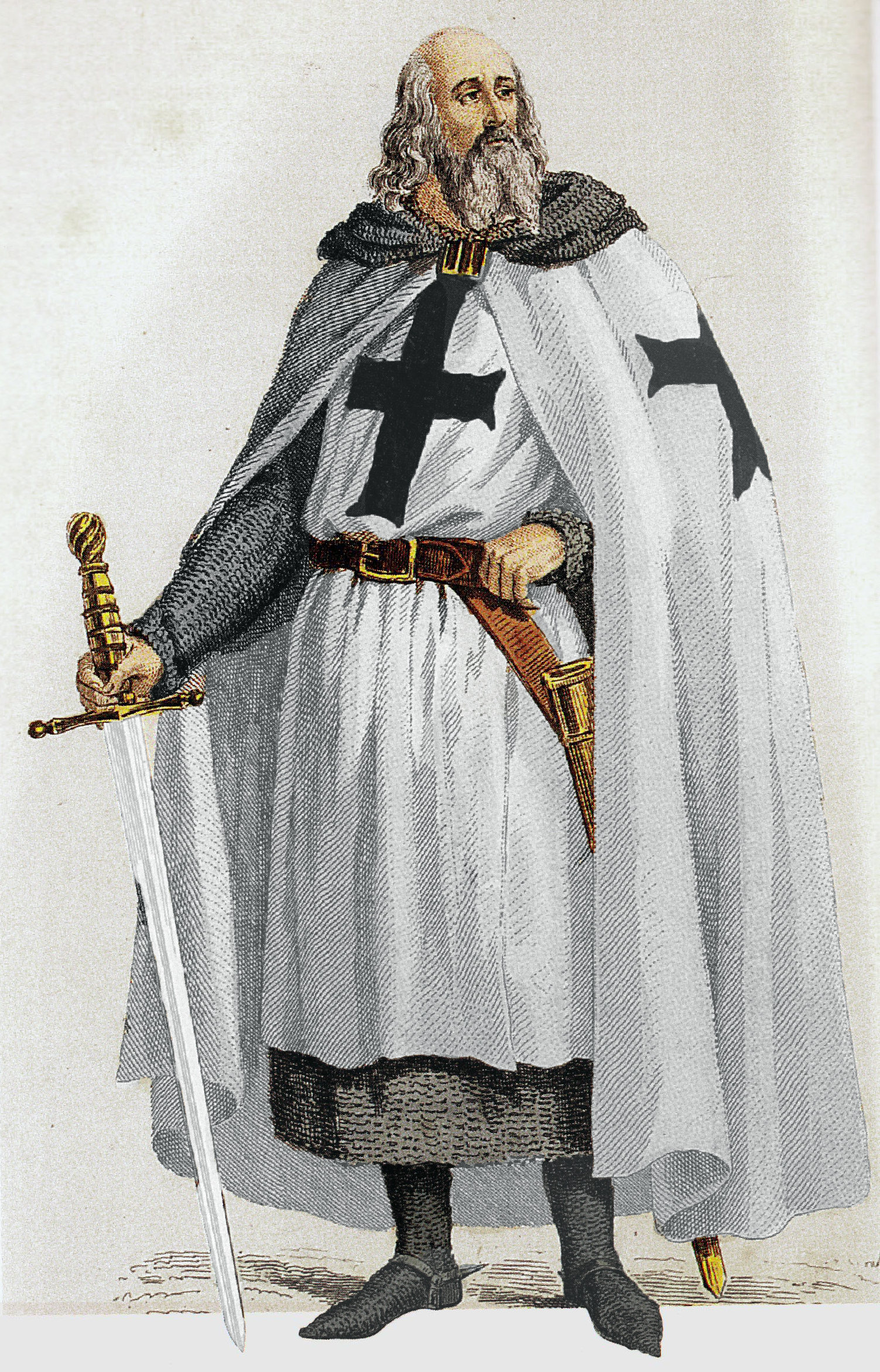
Jakub z Molay (Jacques de Molay), poslední velmistr řádu

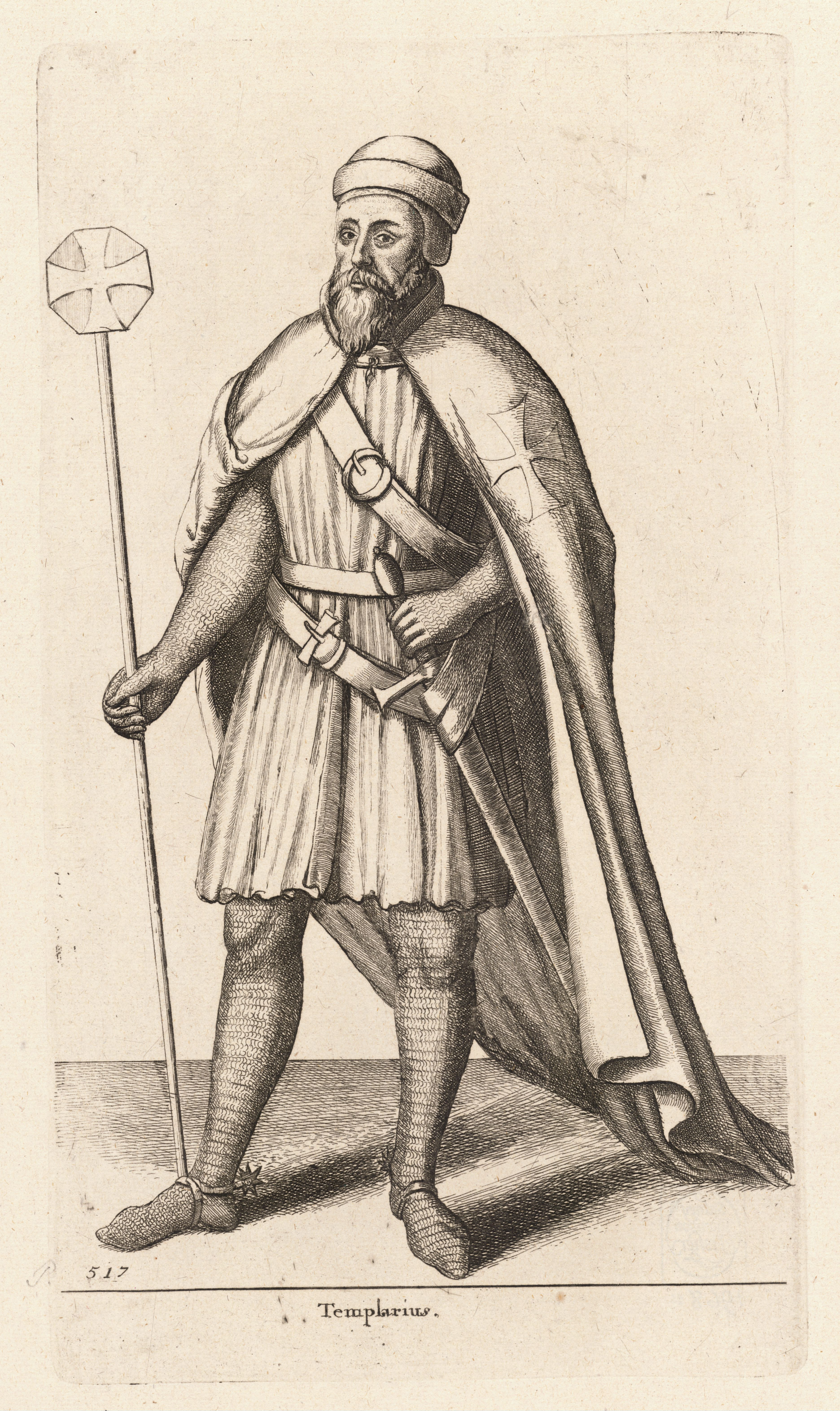
Velmistr či vysoký hodnostář řádu s holí abakus od Václava Hollara (1607–1677)

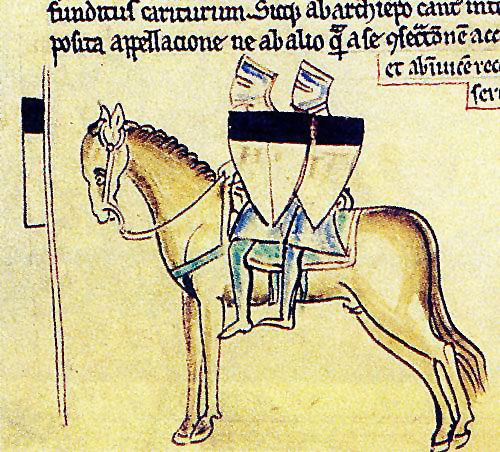
Templářští rytíři, dobová iluminace,
Matthew Paris (asi 1200–1259)

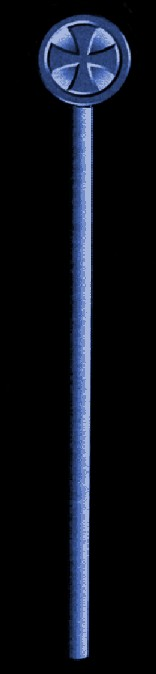
Dlouhá hůl abakus, odznak vysokých hodnostářů řádu včetně velmistra

Velmistr neboli velký mistr (latinsky magister generalis) byl titul nejvyššího představitele Řádu templářů, který stál v čele organizace. Každý velmistr musel být šlechtického původu a byl vždy volený na doživotí. Velmistr templářů byl zároveň i nositelem specifického knížecího titulu, který zněl „kníže z vůle boží“.

## Seznam velmistrů v letech 1118–1314
| #   | erb | jméno                                                    | doba vlády      | sídlo                               |
| --- | --- | -------------------------------------------------------- | --------------- | ----------------------------------- |
| 1.  |     | Hugo z Payns (Hugues de Payen/Payens)                    | 1118–1136       | Jeruzalém (Jeruzalémské království) |
| 2.  |     | Robert z Craonu (Robertus Burgundio)                     | 1136–1146       | Jeruzalém (Jeruzalémské království) |
| 3.  |     | Evrard z Barres (Ebrardus de Barris)                     | 1146–1149       | Jeruzalém (Jeruzalémské království) |
| 4.  |     | Bernard z Tremelay                                       | 1149–1153       | Jeruzalém (Jeruzalémské království) |
| 5.  |     | André z Montbardu                                        | 1153–1156       | Jeruzalém (Jeruzalémské království) |
| 6.  |     | Bertrand z Blancfortu                                    | 1156–1169       | Jeruzalém (Jeruzalémské království) |
| 7.  |     | Filip z Milly (Philippus de Neapoli/de Nablus)           | 1169–1171       | Jeruzalém (Jeruzalémské království) |
| 8.  |     | Odo ze Saint-Amandu (Odon de Saint-Chamand)              | 1171–1179       | Jeruzalém (Jeruzalémské království) |
| 9.  |     | Arnold z Torrojy (Arnaldus de Turre Rubea/de Torroja)    | 1179–1184       | Jeruzalém (Jeruzalémské království) |
| 10. |     | Gérard z Ridefortu                                       | 1185–1189       | Acre (Jeruzalémské království)      |
| 11. |     | Robert ze Sablé (Robertus de Sabloloi)                   | 1191–1193       | Acre (Jeruzalémské království)      |
| 12. |     | Gilbert Erail (Gilbertus Erail/Herail/Arayl/Horal/Roral) | 1193–1200       | Acre (Jeruzalémské království)      |
| 13. |     | Filip z Plessis (Plaissie`/Plesse`/Plessiez)             | 1201–1208       | Acre (Jeruzalémské království)      |
| 14. |     | Vilém ze Chartres (Willemus de Carnoto)                  | 1209–1219       | Acre (Jeruzalémské království)      |
| 15. |     | Petr z Montaigu                                          | 1219–1230       | Acre (Jeruzalémské království)      |
| 16. |     | Armand z Périgordu                                       | 1232?-1244/1246 | Acre (Jeruzalémské království)      |
| 17. |     | Richard z Bures (zpochybněn)                             | 1244/5–1247     | Acre (Jeruzalémské království)      |
| 18. |     | Vilém ze Sonnacu (Guillelmus de Sonayo)                  | 1247–1250       | Acre (Jeruzalémské království)      |
| 19. |     | Renaud z Vichiers (Rainaldus de Vicherio)                | 1250–1256       | Acre (Jeruzalémské království)      |
| 20. |     | Tomáš Bérard                                             | 1256–1273       | Acre (Jeruzalémské království)      |
| 21. |     | Vilém z Beaujeu (Guillelmus de Belloico)                 | 1273–1291       | Acre (Jeruzalémské království)      |
| 22. |     | Theobald Gaudin (Thiband Ggandin)                        | 1291–1292       | Kypr (Kyperské království)          |
| 23. |     | Jakub z Molay (Jacques de Molay)                         | 1292–1314       | Kypr (Kyperské království)          |